# Terubus
Terubus is een bestuurslaag in het regentschap Bangka Tengah van de provincie Bangka-Belitung, Indonesië. Terubus telt 1344 inwoners (volkstelling 2010).